# Eero Järnefelt
Erik "Eero" Nikolai Järnefelt (født 8. november 1863 i Vyborg, Storfyrstendømmet Finland, død 15. november 1937 i Helsinki, Finland) var en finsk maler. Eero Järnefelts far var generalløjtnant August Aleksander Järnefelt, og moren Elisabeth Clodt von Jürgensburg var ud af en adelsfamilie i Sankt Petersborg. I hendes familie var der flere kunstnere.
I 1870 flyttede familien til Helsinki, hvor Eero Järnefelt var elev på Finska Konstföreningens tegneskole i 1874 og 1878. Mellem 1883 og 1886 studerede han ved kunstakademiet i Sankt Petersborg, hvilket var usædvanligt, men naturligt for Järnefelt pga. hans familiebaggrund.
Järnefelt fortsatte sine kunststudier i Paris ved Académie Julian fra 1886-88, og igen i 1889 og 1890-91. I slutningen af 1880'erne tilbragte han meget tid i Paris sammen med Akseli Gallen-Kallela. I 1894 og 1897 rejste Järnefelt til Italien for at studere.
Barndomshjemmet var mødested for en kreds af unge intellektuelle, takket være Elisabeth Järnefelts store engagement i ideen om en finsk national identitet. "Järnefelt-skolen", som kredsen kaldtes, talte ud over Järnefelts søskende blandt mange andre forfatterne Juhani Aho og Minna Canth. Kredsen diskuterede emner som russisk og skandinavisk litteratur. 
Järnefelt malede også en lang række portrætter, først nøje iagttagne billeder af hans nærmeste og senere hen flere og flere portrætter på bestilling af fremtrædende personer.